# Uragano Rita
L'uragano Rita è stato il quarto più intenso uragano atlantico mai registrato e il più intenso ciclone tropicale mai osservato nel Golfo del Messico. Formatosi nel settembre 2005, Rita ha causato 11,3 miliardi di dollari di danni nella Costa del Golfo degli Stati Uniti. Rita è stato la diciassettesima tempesta con nominativo, decimo uragano, quinto uragano maggiore e terzo uragano di categoria 5 della stagione degli uragani atlantici 2005.
Rita è approdato il 24 settembre tra Sabine Pass, Texas e Johnsons Bayou, Louisiana come uragano di categoria 3 sulla scala Saffir-Simpson. Ha continuato colpendo diverse aree del sud del Texas. L'onda di tempesta ha causato danni estesi in Louisiana e lungo le coste dell'estremo sud-est del Texas ed ha completamente distrutto alcune comunità costiere. La tempesta ha ucciso direttamente sette persone; molte altre sono morte durante le evacuazioni e per altri effetti indiretti.